# 存款风险
存款风险（英語：Deposit risk）是金融机构的流动性风险，发生于金融机构中的定期存款或活期存款。

## 存款风险的类型
存款风险是指，因为存款人对自己存在银行的财产另有规划而导致金融机构发生现金流出的问题。存款风险具体有提前取款风险、展期风险和挤兑风险。
- 提前取款风险是指，存款人在自己的定期存款到期前从账户中提取存款的问题。如果存款协议或当地法律规定可以提前支取存款那就有可能发生这类问题。如果存款人想要提前支取存款通常需要缴纳支取费或罚金。[3][4]
- 展期风险是指，存款人在自己的定期存款到期后不再延期的问题。[5][6]
- 挤兑风险是指，存款人非计划性的取回自己的活期存款。挤兑风险兼具提前取款风险和展期风险的特征。例如，当存款人预期银行将倒闭时，就会发生这类问题。[7]

如果金融机构无法吸收新存款来代替被取出的存款可能会导致银行现金流动性下降甚至流动性消失。金融机构无法通过借贷产生盈利来偿还现有存款的情况被称为再融资风险。

## 曝露存款风险
- 曝露提前取款风险，查明所有在某一特定日期会被提取的定期存款，不包括银行在该日期需要偿还的存款。
- 曝露展期风险，查明所有在某一特定日期不再延期的定期存款。
- 曝露挤兑风险，查明所有在某一特定日期会被提取的活期存款。

银行通过减少为未来偿还存款而预备的现金流来预防提前取款风险，但可能会因此出现展期风险。提前取款风险和展期风险的发生率都与存款时间有关。存款时间越长，就越有可能出现提前取款风险，但是会降低展期风险，反之亦然。发生提前取款风险和展期风险的财务原因有，金融机构和其竞争者的利率差异，存款的到期时间和存款多久，金融机构的信用评级以及存款保险的金额。

## 评估存款风险
通常用 「风险现金流」（也称CFaR）来评估存款风险。风险现金流是指，金融机构在一定的可信度下预测固定时间段内可能会流出的现金。